# Við Løkin
Við Løkin – stadion piłkarski w miejscowości Runavík, leżącej w południowej części wyspy Eysturoy na Wyspach Owczych. Jego pojemność to 1500 miejsc, w tym 450 siedzących. Stadion otworzono w roku 1972.